# Zhang Yuehong
Dans ce nom chinois, le nom de famille, Zhang, précède le nom personnel.
Yuehong Zhang ((chinois simplifié : 张越红 ; chinois traditionnel : 張越紅 ; pinyin : Zhāng Yuèhóng) est une joueuse chinoise de volley-ball née le 9 novembre 1975 à Shenyang (Liaoning). Elle mesure 1,82 m et joue réceptionneuse-attaquante.

## Clubs
| Club         | Pays   | De        | À         |
| ------------ | ------ | --------- | --------- |
| Liaoning     | Chine  | 1990-1991 | 2001-2002 |
| RC Cannes    | France | 2002-2003 | 2002-2003 |
| Liaoning     | Chine  | 2003-2004 | 2007-2008 |
| Toray Arrows | Japon  | 2008-2009 | …         |

## Palmarès
- Jeux olympiques (1)
  - Vainqueur : 2004

- Grand Prix Mondial (1)
  - Vainqueur : 2003
  - Finaliste : 2001, 2002

- Coupe du monde (1)
  - Vainqueur : 2003

- World Grand Champions Cup (1)
  - Vainqueur : 2001

- Ligue des champions (1)
  - Vainqueur : 2003

- Championnat de France (1)
  - Vainqueur : 2003

- Championnat du Japon (1)
  - Vainqueur : 2009

- Coupe de France (1)
  - Vainqueur : 2003